# Levende taal
Een levende taal is een natuurlijke taal die door iemand ter wereld als zijn of haar moedertaal wordt beschouwd en die niet alleen maar wordt beheerst als vreemde taal om slechts te worden gebruikt in bepaalde – bijvoorbeeld wetenschappelijke en liturgische – kringen, wat bestempeld wordt als een dode taal.
Zo had bijvoorbeeld het Manx tot 1974 nog moedertaalsprekers en was het daarmee een levende taal. Tegenwoordig wordt het alleen nog als tweede taal onderwezen en gebruikt. Daarvan is ook het Latijn een voorbeeld.

## Statistieken
Het totale aantal levende talen wordt geschat op 6000 à 7000. Vermoedelijk lag dit aantal zo'n duizend à tweeduizend jaar geleden hoger (ca. 15. 000), aangezien er in de loop der eeuwen veel meer talen zijn verdwenen dan bij gekomen. Helemaal zeker is dit echter niet, aangezien er geen bewijzen voorhanden zijn en bovendien het precieze aantal talen afhangt van hoe het begrip "taal" precies wordt gedefinieerd (bijvoorbeeld in verhouding tot een dialect).